# 1908 en football
Cet article répertorie les faits marquants de l'année 1908 en football.

## Janvier
- Janvier : fondation du premier syndicat de footballeurs professionnels en Angleterre (Sheffield). On retrouve le Gallois de Manchester United Billy Meredith à la tête de ce syndicat dont les premières revendications sont liées aux augmentations de salaires, bloquées depuis déjà plusieurs saisons.

## Février
- 3 février : fondation du club grec du Panathinaïkos.
- 15 février : à Belfast, l'Angleterre bat l'Irlande 3-1.
- 29 février : match inter-ligues à Birmingham opposant une sélection du championnat d'Angleterre à une sélection du championnat écossais. Les Anglais s'imposent 2-0.

## Mars
- 7 mars : à Dundee, l'Écosse bat le pays de Galles 2-1.
- 8 mars : à Genève, la France s'impose 2-1 face à la Suisse.
- 14 mars : à Dublin, l'Écosse bat l'Irlande 5-0.
- 15 mars : fondation du club italien de l'US Lecce.
- 16 mars : à Cardiff, l'Angleterre bat le pays de Galles 2-0.
- 23 mars : à Londres, la France s'incline logiquement face à l'Angleterre (Amateurs), 12-0.
- 25 mars : fondation du club brésilien de l'Atlético Mineiro (Belo Horizonte).
- 28 mars : à Dublin, Cliftonville FAC Belfast remporte la Coupe d'Irlande en s'imposant 1-0 en finale face à Bohemians FAC Dublin.
- 29 mars : à Anvers, les Pays-Bas s'imposent 4-1 face à la Belgique.
- Fondation du club italien de l'Inter Milan.

## Avril
- 1er avril : fondation du club argentin de CA San Lorenzo de Almagro.
- 4 avril : à Glasgow, l'Écosse et l'Angleterre font match nul 1-1.
- 5 avril : à Bâle, la Suisse bat l'Allemagne 5-3. C'est le premier match officiel de l'équipe nationale allemande.
- 11 avril : à Aberdare, le pays de Galles bat l'Irlande 1-0.
- 12 avril : Madrid FC remporte la Coupe d’Espagne face au Sporting Vigo, 2-1.
- 12 avril : à Paris, la Belgique bat la France 2-1.
- Manchester United champion d’Angleterre avec neuf points d'avance sur ses dauphins. C'est le premier titre des Red Devils. L'ailier gallois Billy Meredith fut l'un des artisans de cette réussite.
- Celtic FC est champion d’Écosse.
- 18 avril : Celtic FC gagne la Coupe d’Écosse en s’imposant en finale face à Saint-Mirren FC, 5-1[1].
- 18 avril : à Bruxelles, la Belgique s'incline logiquement 8-2 face à l'Angleterre (Amateurs).
- 20 avril : le Servette FC remporte l'un des premiers tournois internationaux, celui organisé par la Stampa Sportiva à Turin, en dominant le Torino 3-1.
- 25 avril : malgré son statut de modeste équipe de milieu de tableau de D2, Wolverhampton Wanderers FC remporte la Coupe d’Angleterre face à Newcastle UFC, l'équipe anglaise la plus populaire en ce début de siècle. Newcastle domina nettement la partie, mais s'inclina 3-1. Wolves est le premier club de D2 à remporter la Cup depuis la victoire de Notts County FC en 1894.
- 26 avril : à Rennes, les Parisiens du Patronage Olier remportent le championnat de France Fédération gymnastique et sportive des patronages de France (FGSPF) en s'imposant en finale 8-0 contre le club rennais des Cadets de Bretagne.
- 26 avril : à Rotterdam, les Pays-Bas s'imposent 3-1 face à la Belgique.
- 27 avril : à Londres (Stamford Bridge), première édition du Charity Shield entre les champions d'Angleterre de la League et de la Southern League. Queens Park Rangers FC et Manchester United se séparent sur un score nul 1-1 ; match à rejouer.

## Mai
- 2 mai : à Vancouver, Calgary Caledonians remporte le « People's Shield » en s'imposant en finale 2-1 face à Ladysmith.
- 3 mai : à Vienne, l'Autriche s'impose 4-0 sur la Hongrie.
- 3 mai : Pro Vercelli champion d’Italie.
- 3 mai : à Tourcoing, le Racing Club de Roubaix est champion de France de l'Union des sociétés françaises de sports athlétiques (USFSA) en s'imposant en finale 2-1 face aux Parisiens du Racing Club de France.
- 3 mai : à Livry-Gargan, le Patronage Olier est champion de France du Comité français interfédéral (CFI) en remportant le Trophée de France en s'imposant 3-0 en finale face aux Banlieusards de la Société Municipale de Puteaux, champion FCAF.
- 10 mai : à Rotterdam, les Pays-Bas s'imposent 4-1 face à la France.
- 17 mai : Quick La Haye champion des Pays-Bas en s'imposant 4-1 dans le match décisif pour le titre face à Utile Dulci Deventer.
- 17 mai : H.B.S. remporte la Coupe des Pays-Bas en s'imposant 3-1 face au V.O.C..
- 27 mai : fondation du club belge Royal Sporting Club d'Anderlecht.
- 31 mai : FC Winterthur remporte le Championnat de Suisse en s'imposant 1-0 en finale nationale face aux Young Boys de Berne.

## Juin
- 6 juin : première tournée européenne de l'équipe d'Angleterre de football. Les Anglais s'imposent 6-1 à Vienne face à l'Autriche.
- 7 juin : l'USFSA quitte la Fédération internationale de football association (FIFA). La fédération française préfère quitter la fédération mondiale plutôt que de siéger aux côtés de la fédération anglaise qui autorise le football professionnel. Pendant six mois, la France n'est plus membre de la FIFA.
- 7 juin : 24 heures après sa défaite face aux Anglais, l'Autriche bat l'Allemagne 3-2.
- 7 juin : Victoria Berlin champion d’Allemagne.
- 8 juin : troisième match en 48 heures à Vienne pour l'équipe d'Autriche de football qui explose 11-1 face aux Anglais.
- 10 juin : à Budapest, l'Angleterre s'impose 7-0 sur la Hongrie.
- 13 juin : suite et fin de la première tournée européenne de l'équipe d'Angleterre de football. Les Anglais s'imposent 4-0 à Prague face à la Bohême.
- 15 juin : fondation du club italien AS Bari.
- Racing Bruxelles champion de Belgique.
- British Football Club champion du Mexique.

## Juillet
- 12 juillet : à Göteborg, la Suède s'impose 11-3 sur la Norvège.
- 19 juillet : fondation du club néerlandais du Feyenoord Rotterdam.

## Août
- 15 août : à Montevideo, l'Uruguay et l'Argentine font match nul 2-2.
- 29 août : première édition (match à rejouer du 27 avril) du Charity Shield anglais. La partie se dispute à Stamford Bridge entre Manchester United, champion de la Football League, et Queens Park Rangers FC, champion de la Southern League. Les Red Devils s'imposent 4-0.

## Septembre
- Septembre : la League anglaise décide que les gardiens de but devront désormais porter un maillot d'une couleur différente du reste de l'équipe. Les Écossais suivent un an plus tard.
- 13 septembre : à Buenos Aires, l'Argentine s'impose sur l'Uruguay 2-1.
- 13 septembre : ÀFK Lyn Kristiania remporte la Coupe de Norvège en s'imposant 3-2 contre Odds BK Skien.

## Octobre
- 4 octobre : à Buenos Aires, l'Uruguay bat l'Argentine 1-0.
- 10 octobre : match inter-ligues à Belfast opposant une sélection du championnat d'Angleterre à une sélection du championnat irlandais. Les Irlandais s'imposent 5-0.
- 11 octobre : Belgrano Athletic champion d'Argentine.
- 19 octobre : à Londres à l'occasion des Jeux olympiques d'été de 1908, le Danemark bat la France "B" 9-0.
- 22 octobre : à Londres à l'occasion des Jeux olympiques d'été de 1908, nouvelle démonstration danoise face à des Français loin de leur meilleur niveau : le Danemark bat la France "A" 17-1 en demi-finale. La France, qui avait engagé deux équipes pour ces Jeux olympiques, touche le fond à cette occasion. Humiliés, les Français refusent de disputer le match pour la médaille de bronze. C'est la dernière fois que l'USFSA a la charge de sélectionner l'équipe de France. Cette fédération n'était plus membre de la FIFA depuis juin 1908, mais conservait la mainmise sur les sélections olympiques, amateurisme oblige.
- 24 octobre : à Londres en finale du premier tournoi officiel de football aux Jeux olympiques, le Danemark s'incline 2-0 face à l'équipe d'Angleterre amateurs représentant la Grande-Bretagne. Les Britanniques sont champions olympiques.
- 26 octobre : à Bruxelles, la Belgique bat la Suède 2-1.

## Novembre
- 1er novembre : à Budapest, la Hongrie bat l'Autriche 5-3.
- 22 novembre : Paulistano champion de l'État de Sao Paulo (Brésil).

## Décembre
Après le retrait de l'USFSA en juin 1908, la France revient à la FIFA avec le CFI, ancêtre de l'actuelle Fédération française de football (FFF). C'est désormais le CFI qui sélectionne les membres de l'équipe de France.

## Naissances
- 29 janvier : Raymond Durand, footballeur français.
- 11 février : Pierre Hornus, footballeur français.
- 22 février : John Bowers, footballeur anglais.
- 21 mars : Jenő Kalmár, footballeur et entraîneur hongrois.
- 22 mars : Ernest Libérati, footballeur français.
- 20 avril : Pierre Korb, footballeur français.
- 12 mai : Alejandro Scopelli, footballeur argentin naturalisé italien.
- 16 mai : Ali Benouna, footballeur français.
- 26 mai : Joseph Rodriguez, footballeur français.
- 30 mai : André Cheuva, footballeur français.
- 2 juin : Marcel Langiller, footballeur français.
- 4 juin : Alejandro Villanueva, footballeur péruvien.
- 17 juin : Max Charbit, footballeur français.
- 22 juin : Pablo Dorado, footballeur uruguayen.
- 8 juillet : Marcel Pinel, footballeur français.
- 9 août : Raoul Chaisaz, footballeur français.
- 29 août : Michel Lauri, footballeur argentin naturalisé français.
- 23 octobre : Alexander Schwartz, footballeur et entraîneur roumain.
- 17 novembre : Noël Liétaer, footballeur français
- 30 décembre : Jules Vandooren, footballeur français.
- 31 décembre : Jim Brown, footballeur américain.

## Décès
- 13 février : Willie Groves, footballeur écossais.
- 31 mars : Jimmy Crabtree, footballeur anglais.
- 6 avril : Walter Bennett, footballeur anglais.
- 2 avril : William Kenyon-Slaney, footballeur anglais.
- 29 septembre : Kenny Davenport, footballeur anglais.